# Barbara Hulanicka (plastyczka)
Barbara Hulanicka, z domu Sierakowska (ur. 23 czerwca 1924 w Warszawie, zm. 23 lipca 2012 w Barczewie) – polska artystka plastyczka, projektantka tkanin artystycznych.

## Życiorys
Podczas II wojny światowej brała udział w konspiracji, walczyła w szeregach Armii Krajowej i brała udział w powstaniu warszawskim. Po zakończeniu wojny rozpoczęła studia na Wydziale Architektury Akademii Sztuk Pięknych w Warszawie, które ukończyła w 1954 broniąc dyplomu z tkaniny artystycznej u prof. Eleonory Plutyńskiej i przeniosła się do Mikołajek. Wcześniej studiowała również na Wyższej Szkole Higieny Psychicznej.
Została członkiem olsztyńskiego oddziału Związku Polskich Artystów Plastyków. Pracowała w spółdzielni „Tkanina” podlegającej Cepelii, gdzie koordynowała odtwarzanie dawnych wzorów tkanin, kilimów i dywanów. Sześć lat później objęła stanowisko kustosza na zamku w Reszlu, równolegle pełniła funkcję kierownika Galerii Sztuki Współczesnej Warmii i Mazur. W 1965 została wybrana do rady Miejskiej Rady Narodowej w Reszlu, a cztery lata później do Powiatowej Rady Narodowej w Biskupcu.
W 1969 Barbarze Hulanickiej powierzono stanowisko prezesa Stowarzyszenia Twórców Ludowych w Olsztynie. W 1970 została skierowana do organizacji 500. rocznicy urodzin Mikołaja Kopernika, wiązało się to z przejęciem kierowania Muzeum Mikołaja Kopernika we Fromborku, dzięki jej staraniom siedzibę muzeum przeniesiono z kanonii katedralnej do pałacu biskupiego. Od 1974 kierowała działem sztuki współczesnej. W 1980 osiadła w Barczewie, gdzie podjęła się zorganizowania w dawnej synagodze Centrum Tkactwa Warmii i Mazur.

## Twórczość
Barbara Hulanicka zasłynęła tworzeniem tkanin artystycznych przy użyciu dawnych technik tkactwa warmińskiego i mazurskiego. Częstym motywem jej prac są odwołania do dorobku kulturowego regionu, w którym przyszło jej żyć. Artystka wielokrotnie uczestniczyła w wystawach rękodzieła ludowego i inspirowanego sztuką ludową. Działała w Stowarzyszeniu Społeczno-Kulturalnym Pojezierze. Od 1980 do 1996 w barczewskim Centrum prowadziła kursy i szkolenia z zakresu tkactwa regionalnego, gobeliniarstwa i tworzenia kilimów.
Prace Barbary Hulanickiej znajdują się w kolekcjach muzeów w kraju m.in. w Centralnym Muzeum Historii Włókiennictwa w Łodzi, Galerii Zachęta w Warszawie i na świecie m.in. w Watykanie, Rosji, Niemczech, Wielkiej Brytanii, Włoszech, Szwajcarii, Republice Południowej Afryki, Australii, Stanach Zjednoczonych i Francji.

## Odznaczenia i nagrody
- Złoty Krzyż Zasługi (1974)
- Srebrny Medal „Zasłużony Kulturze Gloria Artis” (2010)
- Złota Odznaka „Zasłużony dla Warmii i Mazur” (1962)
- Nagroda PWRN w Olsztynie (1967)
- Regionalna Nagroda im. Michała Lengowskiego (1988)
- Nagroda Prezydenta Miasta Olsztyn (2005)
- Nagroda im. Biskupa Ignacego Krasickiego – za całokształt twórczości oraz społeczną działalność (2010)
- Tytuł Honorowego Obywatela Fromborka (1975)
- Tytuł „Barczewianin 2000 Roku”
- Tytuł Honorowego Obywatela Barczewa (2005)